# Hujajärvi (sjö i Luumäki, Södra Karelen, 61,04 N, 27,19 Ö)
Hujajärvi är en sjö i kommunen Luumäki i landskapet Södra Karelen i Finland. Arean är 38 hektar och strandlinjen är 4,73 kilometer lång. Sjön  ingår i Kymmene älvs huvudavrinningsområde.   Den ligger omkring 53 kilometer väster om Villmanstrand och omkring 150 kilometer nordöst om Helsingfors. 